# Dama con l'ermellino

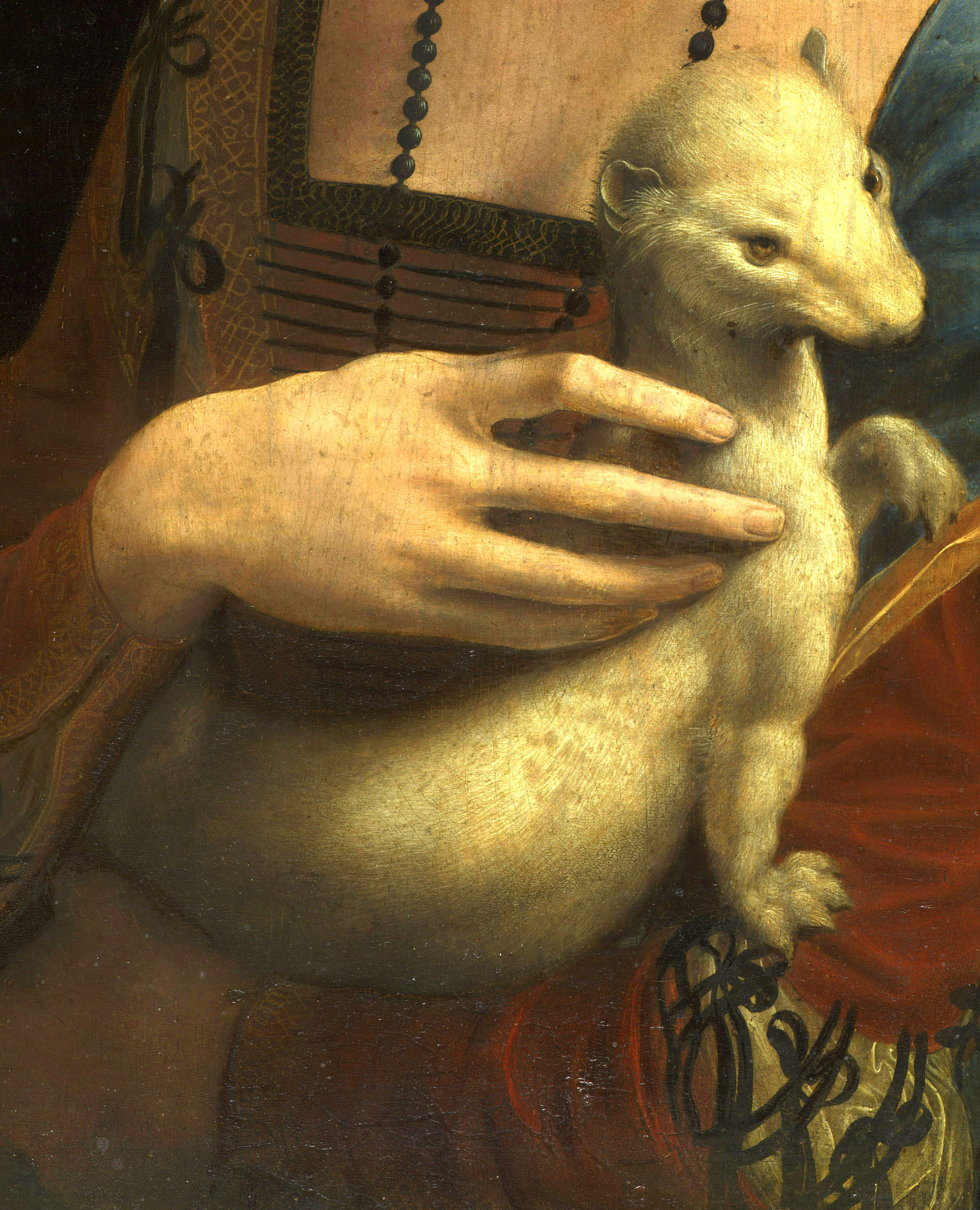
Dettaglio

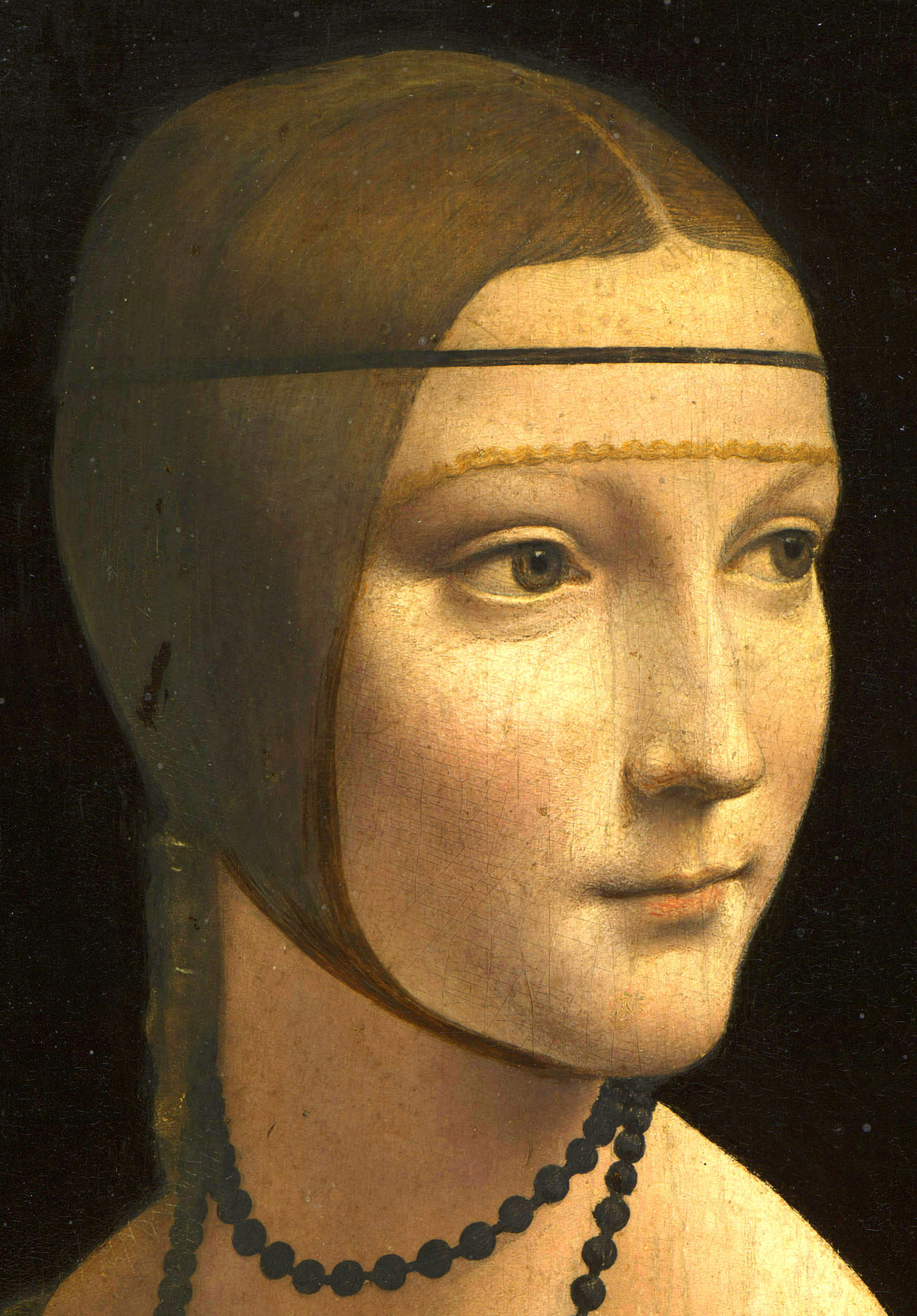
Dettaglio

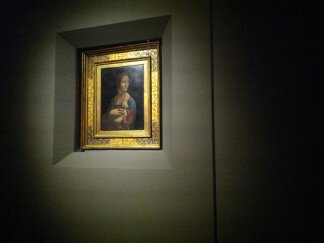
Collocazione

La Dama con l'ermellino è un dipinto a olio su tavola (54,8×40,3 cm) di Leonardo da Vinci, databile al 1488-1490. La donna ritratta va quasi sicuramente identificata con Cecilia Gallerani.
Nel dicembre 2016 l'opera, insieme all'intera collezione Czartoryski, è stata ceduta al governo di Varsavia per circa 100 milioni di euro, creando non poche polemiche, poiché il valore complessivo della sola opera sarebbe di 250 milioni di euro, mentre l'intera collezione varrebbe 2 miliardi. Conservato per anni nel Museo Czartoryski di Cracovia, dal maggio del 2012 al 7 maggio 2017 il quadro è stato esposto al castello del Wawel, sempre a Cracovia. Il 19 maggio 2017 l'opera viene temporaneamente spostata al Museo nazionale di Cracovia fino al 20 dicembre 2019 per poi tornare esposta al Museo Czartoryski.

## Storia
L'opera è uno dei dipinti più belli di sempre di Leonardo Da Vinci, simbolo dello straordinario livello artistico raggiunto da lui durante il suo primo soggiorno milanese, tra il 1482 e il 1499. L'opera, della quale si ignorano le circostanze della commissione, viene di solito datata a poco dopo il 1488, quando Ludovico il Moro ricevette il prestigioso titolo onorifico di cavaliere dell'Ordine dell'Ermellino dal re di Napoli Ferdinando I di Aragona.
L'identificazione con la giovane amante del Moro Cecilia Gallerani si basa sul sottile rimando che rappresenterebbe, ancora una volta, l'animale: l'ermellino infatti, oltre che simbolo di purezza e di incorruttibilità (annotava lo stesso Leonardo che "prima si lascia pigliare dai cacciatori che voler fuggire nell'infangata tana, per non maculare la sua gentilezza", cioè il mantello bianco), si chiama in greco galḗ (γαλή), che alluderebbe al cognome della fanciulla.
La scritta apocrifa nell'angolo in alto a sinistra ("LA BELE FERONIERE LEONARD D'AWINCI") ha anche fatto ipotizzare che l'opera raffiguri Madame Ferron, amante di Francesco I di Francia, ipotesi oggi superata.
Esiste un'interpretazione secondo cui l'opera sarebbe una memoria della congiura contro Galeazzo Maria Sforza: la donna effigiata sarebbe sua figlia Caterina Sforza, con la collana di perle nere al collo della dama che alludono al lutto, e l'ermellino un richiamo allo stemma araldico di Giovanni Andrea Lampugnani, sicario e uccisore nel 1476 dello Sforza.
Il dipinto, col Ritratto di musico e la cosiddetta Belle Ferronnière del Louvre, rinnovò profondamente l'ambiente artistico milanese, segnando nuovi vertici nella tradizione ritrattistica locale. Dell'opera si sa che ebbe subito un notevole successo. Immortalato da un sonetto di Bernardo Bellincioni (XXX), venne mostrata dalla stessa Cecilia alla marchesa di Mantova Isabella d'Este che cercò di farsi ritrarre a sua volta da Leonardo, pur senza successo (ne resta solo un cartone al Louvre).
Le tracce del dipinto nei secoli successivi sono più confuse. Dimenticata l'attribuzione a Leonardo, l'opera venne riassegnata al maestro solo alla fine del XVIII secolo. Durante la seconda guerra mondiale venne nascosto nei sotterranei del castello del Wawel, dove fu trovato dai nazisti che avevano invaso la Polonia; quando fu ritrovato recava nell'angolo inferiore destro l'impronta di un tallone, cui pose rimedio un intervento di restauro.

## Descrizione e stile
In quest'opera lo schema del ritratto quattrocentesco, a mezzo busto e di tre quarti, venne superato da Leonardo, che concepì una duplice rotazione, con il busto rivolto a sinistra e la testa a destra. Vi è corrispondenza tra il punto di vista di Cecilia e dell'ermellino; l'animale infatti sembra identificarsi con la fanciulla, per una sottile comunanza di tratti, per gli sguardi dei due, che sono intensi e allo stesso tempo candidi. La figura slanciata di Cecilia trova riscontro armonico nell'animale.
La dama sembra volgersi come se stesse osservando qualcuno che sopraggiunge nella stanza, al tempo stesso ha l'imperturbabilità solenne di un'antica statua. Un impercettibile sorriso aleggia sulle sue labbra: per esprimere un sentimento Leonardo preferiva accennare alle emozioni piuttosto che renderle esplicite. Grande risalto è dato alla mano, investita dalla luce, con le dita lunghe e affusolate che accarezzano l'animale, testimoniando la sua delicatezza e la sua grazia.
L'abbigliamento della donna è curatissimo, ma non eccessivamente sfarzoso, per l'assenza di gioielli, a parte la lunga collana di granati, che sono simbolo di amore fedele (la collana era probabilmente un dono di Ludovico il Moro) e nel contempo fanno un bel contrasto con la bella carnagione chiara della giovane. Come tipico nei vestiti dell'epoca, le maniche sono le parti più elaborate, in questo caso di due colori diversi, adornate da nastri che, all'occorrenza, potevano essere sciolti per sostituirle. Un laccio nero sulla fronte tiene fermo un velo dello stesso colore dei capelli, raccolti in un coazzone.
Lo sfondo è scuro (ma lo era molto meno prima di un restauro operato nel XIX secolo); inoltre, dall'analisi ai raggi X emerge che dietro la spalla sinistra della dama era originariamente dipinta una finestra.

### L'ermellino
L'ermellino è dipinto con precisione e vivacità. A un'analisi della morfologia dell'animale, esso appare però più simile a un furetto. Può darsi che Leonardo, sempre indagatore del dato naturale, si ispirasse a un animale catturato, allontanandosi dalla Dama, tutto sommato più realistica, tradizione iconografica (ad esempio si può vedere un ermellino nel Ritratto di cavaliere di Vittore Carpaccio del 1510 circa). Del resto, l'ermellino è un animale selvatico mordace e difficilmente ammaestrabile, di conseguenza sarebbe stato molto difficile poterlo utilizzare come modello, al contrario del furetto che è un animale domestico, come il gatto, oltre che relativamente semplice da trovare nelle campagne lombarde dell'epoca. Si consideri inoltre che l'ermellino ha dimensioni molto più ridotte, superando raramente e comunque di poco i 30 cm, mentre il furetto, come nel dipinto, a occhio misura tra i 40 e i 60 cm.

## Letteratura
Nel 1493, il poeta Bernardo Bellincioni compose il sonetto Sopra il ritratto di Madonna Cecilia, qual fece Leonardo:
Al Vinci che ha ritratto una tua stella: 

Cecilia! sì bellissima oggi è quella 

Che a suoi begli occhi el sol par ombra oscura.

L'onore è tuo, sebben con sua pittura 

La fa che par che ascolti e non favella: 

Pensa quanto sarà più viva e bella, 

Più a te fia gloria in ogni età futura.

Ringraziar dunque Ludovico or puoi 

E l'ingegno e la man di Leonardo, 

Che a' posteri di te voglia far parte.
Chi lei vedrà così, benché sia tardo, - 

Vederla viva, dirà: Basti a noi 

Comprender or quel eh' è natura et arte.»